# Agda

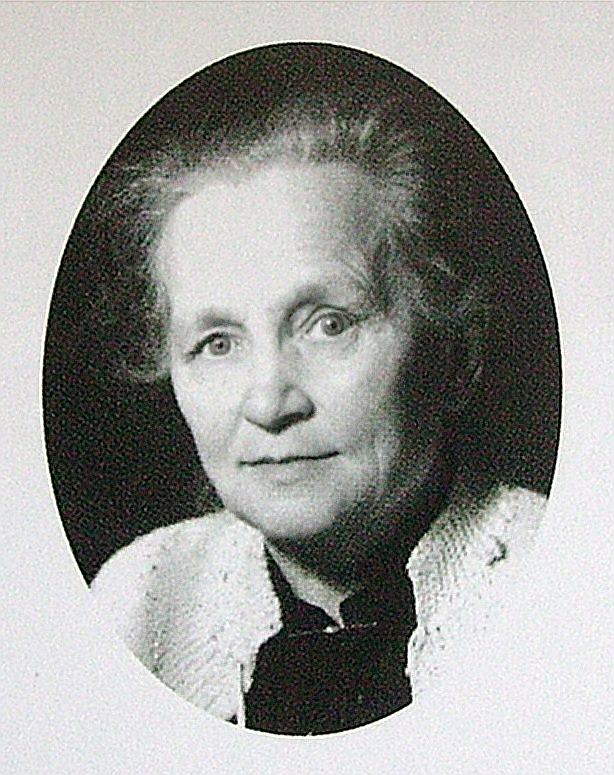
Agda Östlund, en av de fem första kvinnorna i Sverige som valdes in i riksdagens andra kammare efter den kvinnliga rösträttens införande.

Agda är en svensk form av det grekiska kvinnonamnet Agata, bildat av det grekiska ordet agathos som betyder god. Det äldsta belägget för namnet i Sverige är från år 1494. Namnet var som populärast i Sverige kring förra sekelskiftet (1900).
Den 31 december 2014 fanns det totalt 871 kvinnor folkbokförda i Sverige med namnet Agda, varav 256 bar det som tilltalsnamn.
Namnsdag i Sverige: 5 februari, tillsammans med Agata (1901-2000: 20 september). I den finlandssvenska namnsdagslängden har Agda namnsdag 7 december sedan 1950. Före det hade Agda namnsdag 4 februari 1929–1949.

## Personer med namnet Agda
- Agda Clara, svensk konstnär
- Agda Helin, svensk skådespelerska och sångerska
- Agda Holst, svensk konstnär
- Agda Mayer, svensk skådespelerska
- Agda Meyerson, svensk sjuksköterska och aktivist
- Agda Montelius, svensk filantrop och kvinnosaksförkämpe
- Agda Nordlöf, svensk journalist och tidskriftsgrundare
- Agda Næsman-Nordström, svensk konstnär
- Agda Paulina Olsson, svensk konstnär
- Agda Persdotter ("Agda i porten"), Erik XIV:s frilla under Kalmartiden
- Agda Rössel, svensk ambassadör och socialdemokratisk politiker
- Agda Viker, svensk-amerikansk konstnär
- Agda Österberg, svensk konstnär
- Agda Östlund, svensk socialdemokratisk politiker

## Fiktiva
- Liten Agda, centralfigur (möjligen mytisk) i en medeltida svensk legend